# Araberpinto
Der Araberpinto (häufig auch: Pintabian oder Pintarab) sind eine Pferderasse, die eine Farbzucht mit geschecktem Fell darstellen. Die Rasse basiert auf dem Vollblutaraber. Mit ca. 300 registrierten Pferden zählt sie zu den seltenen Rassen.
Hintergrundinformationen zur Pferdebewertung und -zucht finden sich unter: Exterieur, Interieur und Pferdezucht.

## Exterieur
Durch den hohen Araberanteil im Blut bleibt die frappierende Ähnlichkeit zum Vollblutaraber bestehen. Der Kopf ist (wie beim Araber auch) klein und trocken mit geradem oder konkavem Profil (Hechtkopf oder auch „Araberknick“ genannt), einer breiten Stirn, großen Augen und sichelförmigen Ohren. Auch ist der Araberpinto ein Pferd von quadratischem Format mit einem schön gebogenen Hals, kurzem Rücken und einem hohen Schweifansatz. Erstrebenswert ist ein 50/50-Anteil bei der Farbgebung, die aus einer weißen Grundfarbe und der Scheckung besteht, bei der dunkle Farben nach wie vor dominant, aber keine Vorgabe sind. Die Grundfarbe der Gliedmaßen ist meistens weiß, für den Rumpf ist aber nur die Tobiano-Scheckung erlaubt. Das Langhaar ist häufig zweifarbig.

## Interieur
In ihrem Charakter unterscheiden sich die Araberpintos nicht von ihren einfarbigen Rassevätern. Araber gelten als intelligent, sehr menschenbezogen, ausdauernd, leistungsbereit und vielseitig. Gerade durch diese Vielseitigkeit eignen sich Araberpintos nicht nur zu Showzwecken oder als Freizeitpferd, sondern auch als Westernreitpferde.

## Zuchtgeschichte
Ein reinrassiger Vollblutaraber kann keine Tobiano-Scheckung haben, da das verantwortliche Gen nicht in der Rasse vorkommt. Um dennoch Schecken in Araberoptik zu züchten, wurden Schecken über mindestens sieben Generationen mit Vollblutarabern zurückgekreuzt, um die gewünschte Scheckung zu erhalten.
Araberpintos müssen 99 % Vollblutaraberanteil im Blut nachweisen. In Deutschland reichen mehr als 90 % Vollblutaraberanteil, um als Pintabian anerkannt zu werden (ZSAA).